# تیم ملی بسکتبال مصر
تیم ملی بسکتبال مصر،نماینده مصر در مسابقات بین‌المللی است. و توسط فدراسیون بسکتبال مصر سازماندهی می‌شود.
این تیم بهترین نتایج را در فیبا آفریقا بدست آورده است. و در هر تورنمنت عنوان قهرمانی بسکتبال در مسابقات قهرمانی فیبا آفریقا دارا می‌باشد. 